# Keiji Shirahata
Keiji Shirahata (en japonés: 白幡圭史, Shirahata Keiji; Kushiro, 8 de octubre de 1973) es un deportista japonés que compitió en patinaje de velocidad sobre hielo.
Ganó tres medallas en el Campeonato Mundial de Patinaje de Velocidad sobre Hielo entre los años 1995 y 1997, y dos medallas en el Campeonato Mundial de Patinaje de Velocidad sobre Hielo en Distancia Individual, plata en 1996 y bronce en 2000.
Participó en tres Juegos Olímpicos de Invierno, entre los años 1992 y 2002, ocupando el séptimo lugar en Nagano 1998 (5000 m) y el cuarto en Salt Lake City 2002 (10 000 m).

## Palmarés internacional
| Campeonato Mundial                         | Campeonato Mundial       | Campeonato Mundial | Campeonato Mundial    |
| Año                                        | Lugar                    | Medalla            | Prueba                |
| ------------------------------------------ | ------------------------ | ------------------ | --------------------- |
| 1995                                       | Baselga di Piné (Italia) | Medalla de plata   | Clasificación general |
| 1996                                       | Inzell (Alemania)        | Medalla de bronce  | Clasificación general |
| 1997                                       | Nagano (Japón)           | Medalla de plata   | Clasificación general |
| Campeonato Mundial en Distancia Individual |                          |                    |                       |
| Año                                        | Lugar                    | Medalla            | Prueba                |
| 1996                                       | Hamar (Noruega)          | Medalla de plata   | 5000 m                |
| 2000                                       | Nagano (Japón)           | Medalla de bronce  | 5000 m                |